# Station Prenzlau
Station Prenzlau is een spoorwegstation in de Duitse plaats Prenzlau. Het station werd in 1863 geopend.  Het ligt aan de spoorlijn Angermünde - Stralsund, 30 km ten noorden van Station Angermünde. Te Angermünde kunnen treinreizigers overstappen op treinen naar Berlijn en Szczecin (Stettin) in Polen; incidenteel rijden de treinen zonder overstap in Angermünde via Berlin Hbf door naar Frankfurt Hbf.

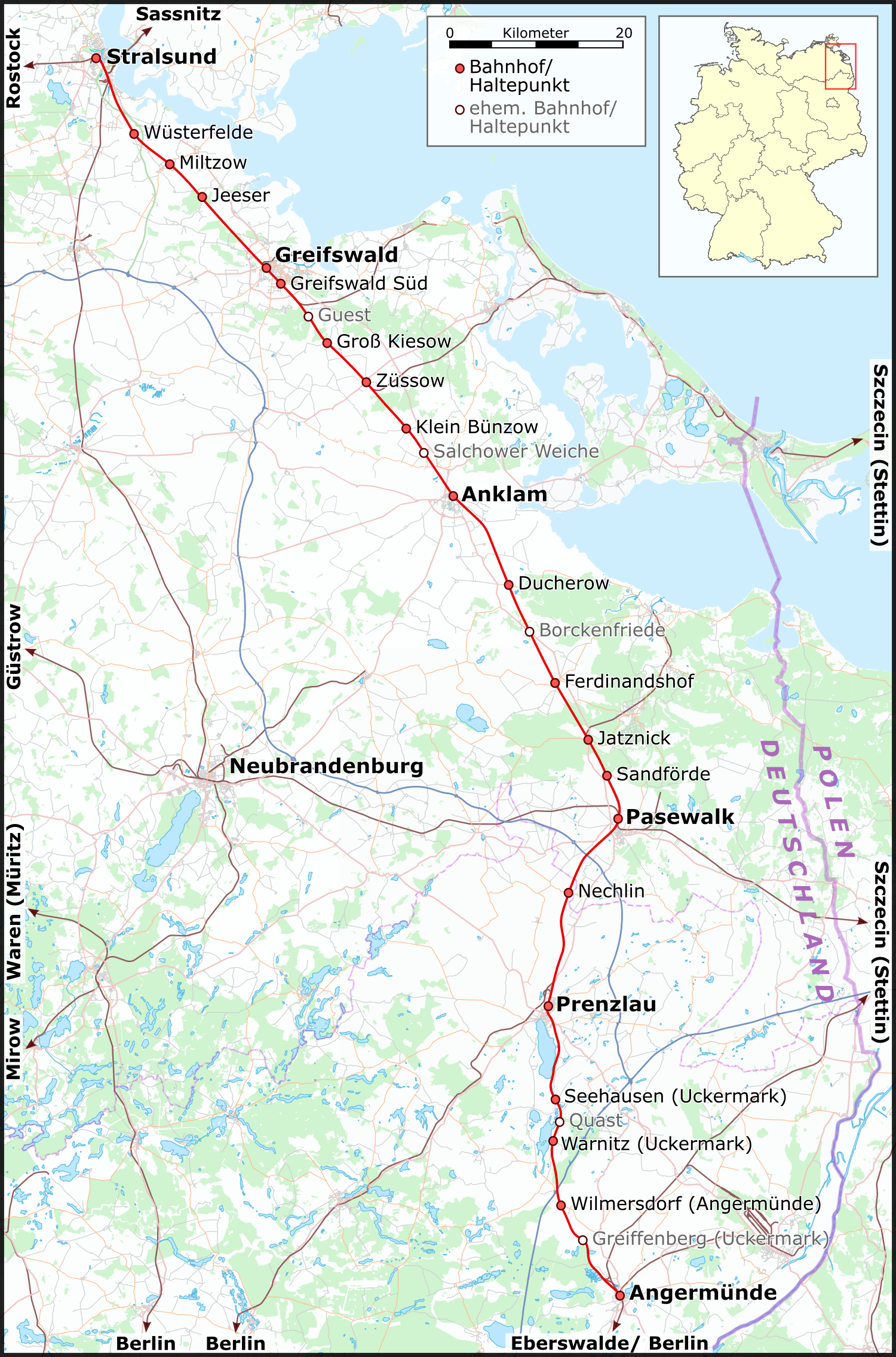
Kaart spoorlijn Angermünde-Stralsund